# Spedizione del Nord
La spedizione del Nord fu una campagna militare lanciata dall'Esercito rivoluzionario nazionale del Kuomintang, il partito nazionalista cinese, contro il governo Beiyang e gli altri signori della guerra regionali nel 1926. Lo scopo della campagna era riunificare la Cina, che si era frammentata all'indomani della Rivoluzione del 1911. La spedizione era guidata dal generalissimo Chiang Kai-shek e la spedizione si divise in due fasi. La prima fase venne interrotta dalla divisione politica nel Kuomintang in seguito alla formazione della fazione di Nanchino nell'aprile 1927 contro la fazione esistente a Wuhan. La spaccatura venne parzialmente motivata dall'epurazione dei comunisti all'interno del partito, che segnò la fine del Primo Fronte Unito. Nel tentativo di riparare questo scisma, Chiang Kai-shek si dimise da comandante dell'ENR nell'agosto 1927 e andò in esilio in Giappone.
La campagna venne ripresa nel gennaio 1928 con il ritorno di Chiang al comando. Dall'aprile 1928 le forze nazionaliste avanzarono verso il fiume Giallo. Con l'assistenza di signori della guerra alleati tra cui Yan Xishan e Feng Yuxiang, le forze nazionaliste si assicurarono una serie di vittorie decisive contro l'Esercito Beiyang. Con l'avvicinamento dei nazionalisti a Pechino, Zhang Zuolin della cricca del Fengtian venne costretto a ritirarsi fuori dalla capitale e venne assassinato poco dopo dall'Armata del Kwantung mentre tornava in Manciuria. Suo figlio Zhang Xueliang prese il posto di comando della cricca e nel giugno del 1928 annunciò che la Manciuria avrebbe accettato l'autorità del governo nazionalista di Nanchino, ponendo effettivamente fine alla spedizione del Nord entro la fine dell'anno ed iniziando il decennio di Nanchino.

## Preludio

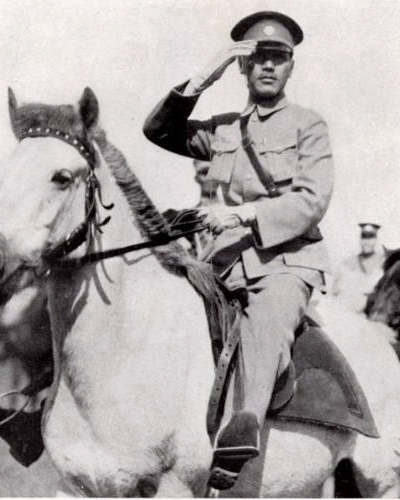
Chiang Kai-shek, comandante in capo dell'esercito rivoluzionario nazionale, emerse dalla spedizione del Nord come capo del Kuomintang e della Cina

Negli anni '20, il governo Beiyang con sede a Pechino era stato riconosciuto a livello internazionale come legittimo governo cinese. Gran parte del paese, tuttavia, non era sotto il suo controllo, essendo governato da un gruppo di signori della guerra. Il Kuomintang (KMT), con sede a Guangzhou (Canton), aspirava ad essere il partito di liberazione nazionale. Dalla conclusione del movimento di protezione della costituzione nel 1922, il KMT aveva rafforzato i suoi ranghi per prepararsi a una spedizione contro i signori della guerra del nord a Pechino, con l'obiettivo di riunificare la Cina. Questa preparazione comportava il miglioramento della forza sia politica che militare del KMT. Prima della sua morte nel marzo 1925, Sun Yat-sen, il fondatore della Repubblica di Cina e co-fondatore del KMT, sostenne la cooperazione sino-sovietica, che prevedeva la formazione del Primo Fronte Unito con il Partito Comunista Cinese (PCC). Il braccio militare del KMT era l'Esercito Rivoluzionario Nazionale (ERN). Chiang Kai-shek, che era emerso come protetto di Sun già nel 1922, venne nominato comandante dell'Accademia militare di Whampoa nel 1924, e subito dopo emerse come contendente per la posizione di successore di Sun della sua morte.
Il 30 maggio 1925 studenti cinesi sostenuti dal Kuomintang si radunarono a Shanghai e misero in atto manifestazioni anti-straniere alla Concessione internazionale. Nello specifico, con il sostegno del KMT, chiedievano il boicottaggio delle merci straniere e la fine dell'accordo, che era governato da inglesi e americani. La Polizia municipale di Shanghai, in gran parte gestita dagli inglesi, aprì il fuoco sulla folla di manifestanti. Questo incidente suscitò indignazione in tutta la Cina, culminando nello sciopero tra Canton e Hong Kong, iniziato il 18 giugno, che si rivelò un fertile terreno di reclutamento per il PCC. Le preoccupazioni per il crescente potere della fazione di sinistra e l'effetto dello sciopero sulla capacità del governo di Guangzhou di raccogliere fondi, che dipendeva in gran parte dal commercio estero, portarono a crescenti tensioni all'interno del Fronte Unito. In questo contesto, Chiang, che era in lizza per la posizione di leader del KMT, iniziò a consolidare il potere in preparazione di una spedizione contro i signori della guerra del nord. Il 20 marzo 1926 lanciò un'epurazione incruenta dei comunisti intransigenti che si opponevano alla spedizione proposta dall'amministrazione di Guangzhou e dai suoi militari, nota come epurazione di Canton. Allo stesso tempo, Chiang fece mosse concilianti nei confronti dell'Unione Sovietica e tentò di bilanciare la necessità di assistenza sovietica e del PCC nella lotta contro i signori della guerra con le sue preoccupazioni per la crescente influenza comunista all'interno del KMT. All'indomani del colpo di stato, Chiang negoziò un compromesso in base al quale i membri della linea dura della fazione di destra, come Wu Tieh-cheng, venivano rimossi dai loro incarichi in compenso per la sinistra epurata. In tal modo, Chiang fu in grado di dimostrare la sua utilità al PCC e al loro sponsor sovietico, Iosif Stalin. Gli aiuti sovietici al governo del KMT sarebbero continuati, così come la cooperazione con il PCC. Una fragile coalizione tra la destra del KMT, i centristi guidati da Chiang, la sinistra del KMT e il PCC riuscì a restare insieme, gettando le basi per la Spedizione del Nord.
Immediatamente prima della spedizione c'erano tre principali coalizioni di signori della guerra in tutta la Cina che erano ostili al Kuomintang. Le forze di Wu Peifu occupavano l'Hubei, l'Henan e la provincia settentrionale dello Hunan. La coalizione di Sun Chuanfang aveva il controllo delle provincie di Fujian, Zhejiang, Jiangsu, Anhui e Jiangxi. La coalizione più potente era guidata da Zhang Zuolin, capo del governo Beiyang e della cricca del Fengtian e in controllo della Manciuria e delle provincie di Shandong e Hebei. Per affrontare la spedizione del Nord, Zhang Zuolin alla fine riunì l'Esercito di Pacificazione Nazionale (安國軍S, ĀnguójūnP, AnkuochünW), un'alleanza del signori della guerra della Cina settentrionale.

## Prima fase (luglio 1926 - aprile 1927)

### Contro Wu Peifu (luglio-settembre 1926)

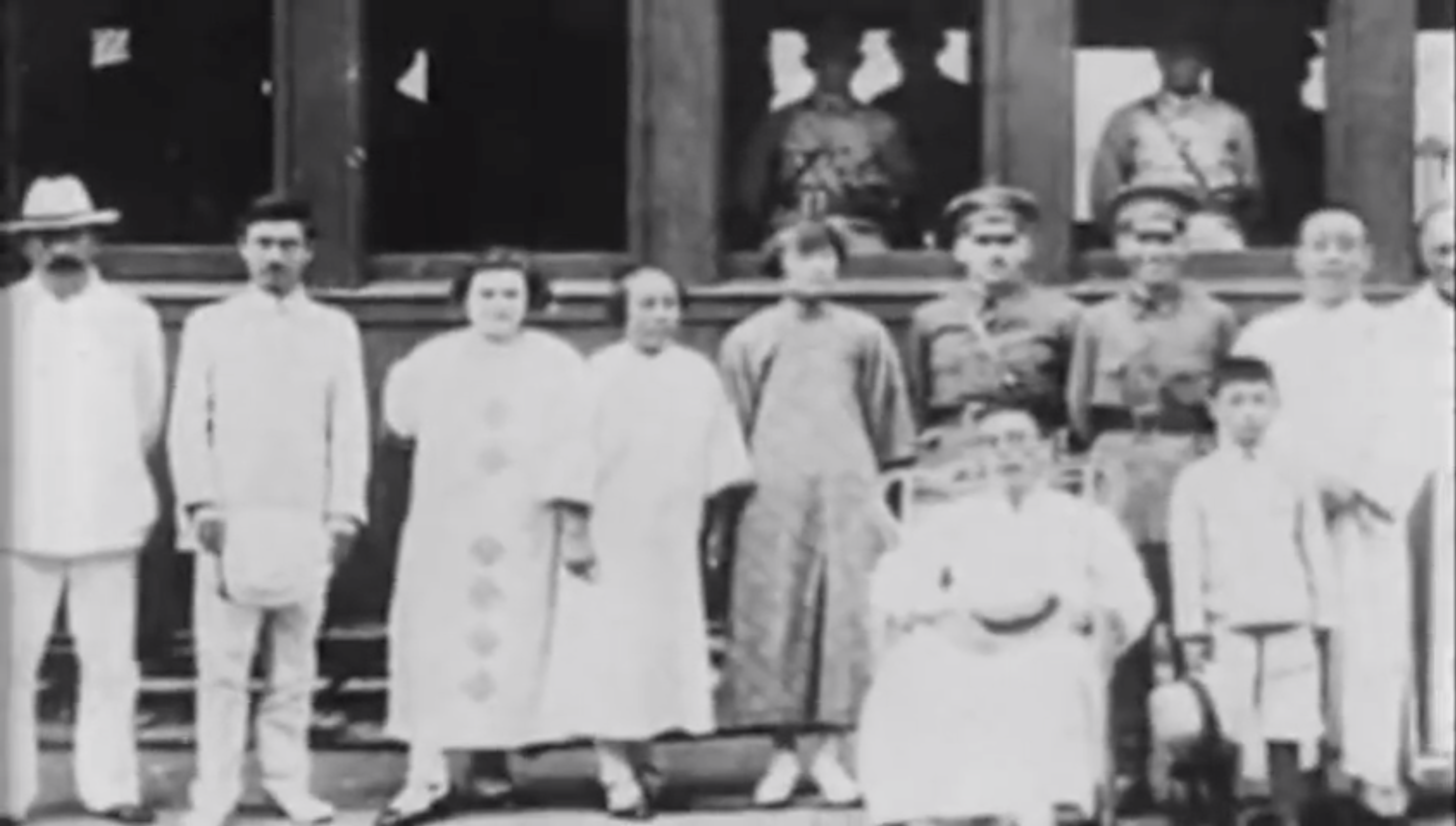
Chiang Kai-shek si prepara a lasciare Guangzhou. Quelli raffigurati includono Michail Borodin, all'estrema sinistra, Vasilij Bljucher in uniforme militare a destra, e lo stesso Chiang in uniforme, a destra di Bljucher.

In mezzo a pesanti combattimenti lungo il confine tra il territorio controllato dal KMT e quello delle forze recentemente alleate delle cricche Fengtian e Zhili, il 5 giugno 1926 il governo nazionalista nominò cerimonialmente Chiang Kai-shek comandante dell'ENR. Chiang avrebbe accettato questo incarico in una cerimonia il 9 luglio, segnando l'inizio formale della Spedizione del Nord, sebbene fossero già in corso scontri militari. La strategia iniziale per l'avanzata settentrionale del KMT contro i signori della guerra Zhili, in gran parte ideata dai consiglieri sovietici Michail Borodin e Vasilij Bljucher, era di concentrarsi sulla sconfitta di Wu Peifu e placare Sun Chuanfang, ignorando Zhang Zuolin della cricca del Fengtian. Dopo essere passate da una posizione difensiva ad una posizione offensiva, le forze del KMT avanzarono rapidamente dalla loro base nel Guangdong nella provincia di Hunan controllata da Wu, conquistando Changsha l'11 luglio. A quel tempo, la maggior parte delle forze di Wu Peifu erano preoccupate di combattere al Passo Nankou, vicino a Pechino, contro il Guominjun, una fazione scissionista di Zhili solidale con il KMT. Sun Chuanfang, che il KMT aveva evitato di inimicarsi, non intervenne mentre le truppe del KMT avanzavano ulteriormente nel territorio di Wu. Sebbene la cricca del Fengtian avesse offerto il suo sostegno a Wu, egli rifiutò il loro aiuto, temendo che i signori della guerra del nord avrebbero minato la sua posizione se avesse permesso alle loro truppe di entrare nel suo territorio. In una conferenza militare tenutasi a Changsha l'11-12 agosto, il KMT decise di lanciare un assalto diretto alla roccaforte di Wu di Wuchang, aggirando Nanchang di Sun. In questo modo, avrebbero seguito il percorso intrapreso dalla Rivolta dei Taiping nel XIX secolo. In un discorso ai suoi generali alla stessa conferenza, Chiang proclamò:

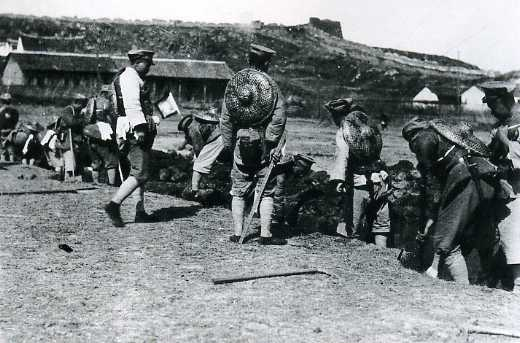
Le truppe dell'ERN si preparano ad attaccare Wuchang

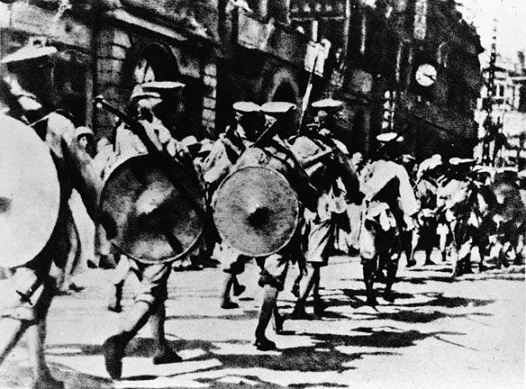
Le forze dell'ERN entrano nella concessione britannica ad Hankou, ottobre 1926

Con la conquista del porto del fiume Azzurro di Yuezhou il 22 agosto, l'Hunan passò sotto il completo controllo del KMT, aprendo la strada a un'avanzata verso Wuchang lungo il percorso della Ferrovia Pechino-Guangzhou. Quando le forze di Wu Peifu si ritirarono verso nord, sfondarono diverse dighe del fiume Azzurro, rallentando la spinta del KMT. Entro il 28 agosto, il KMT, guidato da Li Zongren e dalla sua 7ª Armata del Guangxi, aveva preso Xianning, a circa 75 chilometri (47 mi) a sud di Wuchang. Wu Peifu, che era tornato a sud per montare una difesa di Wuchang, radunò le sue forze al ponte Heshengqiao. Il 29 agosto lanciò un contrattacco contro le forze del KMT a sud, compromettendo la sua linea difensiva, e a mezzogiorno del giorno successivo le sue forze erano in ritirata generale verso Wuchang. In questo breve periodo di tempo, Wu perse 8 000 soldati. Almeno 5 000 di questi vennero fatti prigionieri, insieme ai loro fucili, fornendo una spinta alle forze del KMT. Entro il 2 settembre, l'ERN aveva quasi circondato Wuchang. Mentre Wu e la maggior parte del suo esercito fuggirono a nord nella provincia di Henan, le sue truppe rimanenti nella città fortificata resistettero per oltre un mese. Il suo fallimento di fronte all'ERN, tuttavia, gli spezzò il potere e la reputazione. Ciò che restava del suo esercito si sarebbe disintegrato nei mesi successivi.

### Contro Sun Chuanfang (settembre 1926-febbraio 1927)
Con le forze di Wu Peifu in ritirata, l'ERN si diresse verso la provincia di Jiangxi controllata da Sun Chuanfang, vale a dire la città di Jiujiang e la capitale provinciale, Nanchang. Sebbene a Sun fosse stato offerto un patto di non aggressione dal governo di Guangzhou, non era disposto a subordinare la sua amministrazione al governo del KMT. Di conseguenza, mentre l'assedio di Wuchang era ancora in corso, il 4 settembre Chiang Kai-shek lanciò un attacco attraverso il confine con lo Jiangxi. Entro il 19 settembre, sia Jiujiang che Nanchang erano passati sotto il controllo del KMT, accelerati dalla defezione di Lai Shih-huang, uno dei generali di Sun. Nonostante questi successi, l'offensiva dell'ERN venne costretta a ritirarsi quando Sun arrivò da Nanchino con rinforzi il 21 settembre. Sun riconquistò la maggior parte del territorio che aveva perso, riaffermando brutalmente la sua autorità uccidendo centinaia di studenti, insegnanti e sospetti membri del KMT, le cui teste mozzate vennero mostrate su lance in luoghi pubblici.

Percorsi della spedizione del nord

Con l'avanzata della spedizione del Nord arrestata, Chiang cablò il governo di Guangzhou, chiedendo la fine dello sciopero Canton-Hong Kong ancora in corso, che continuava a ostacolare la sua catena di approvvigionamento. I negoziati con gli inglesi iniziarono il 23 settembre, con lo sciopero finalmente annullato il 10 ottobre. Ciò facilitò l'accesso ai rifornimenti per l'ERN e liberò manodopera, sotto forma di scioperanti, per la continua spinta verso nord. Lo stesso giorno, le restanti forze di Wu Peifu a Wuchang si arresero, completando la conquista da parte dell'ERN della provincia dell'Hubei. Mentre i sanguinosi combattimenti continuavano nello Jiangxi, il governatore civile della provincia dello Zhejiang, Xia Chao, uno dei subordinati di Sun, disertò verso il governo del KMT a Guangzhou. Gli abitanti dello Zhejiang erano diventati sempre più insoddisfatti del governo di Sun, che era estraneo alla provincia, e il 16 ottobre Xia dichiarò la propria indipendenza. Chiang Kai-shek, originario dello Zhejiang, riuscì a convincere Xia a schierarsi con il KMT. In seguito alla sua defezione, Xia lanciò un attacco a Shanghai controllata da Sun, ma venne quasi immediatamente costretto a ritirarsi nello Zhejiang; Sun aveva scoperto i piani di Xia giorni prima. Le forze di Sun marciarono successivamente sullo Zhejiang, reprimendo la ribellione entro il 23 ottobre. Xia venne giustiziato, insieme a centinaia dei suoi soldati, mentre migliaia di civili vennero massacrati nell'ex quartier generale di Xia.
Accanto alla ribellione dello Zhejiang, l'ERN aveva continuato la sua offensiva nello Jiangxi. In aggiunta alla pressione su Sun, la 1ª Armata ERN con sede a Shantou, guidata da He Yingqin, marciò attraverso il confine del Guangdong e iniziò una nuova offensiva nella provincia del Fujian. Le truppe dell'ERN vennero accolte con favore da molti locali, inclusi gli Hakka, che si risentivano del controllo straniero, e gradualmente iniziarono a infiltrarsi nella campagna del Fujian. Le loro forze risalirono la costa, spingendosi verso la capitale provinciale, Fuzhou. Entro la fine di ottobre, le forze di Sun erano di nuovo in ritirata attraverso lo Jiangxi ed il Fujian. All'inizio di novembre, le truppe del KMT si mossero per catturare i porti del fiume Azzurro di Jiujiang e di Hukou, e il 9 novembre ripresero il controllo di Nanchang. Le forze di Sun abbandonarono un sostanziale matériel mentre si ritiravano, rafforzando l'ERN scarsamente armato, che subì 20 000 vittime nella sola spinta finale su Nanchang. Allo stesso tempo, lo stesso Sun era partito per Tianjin con l'obiettivo di cercare aiuto dalla potente cricca Fengtian. Il signore della guerra dello Shandong Zhang Zongchang e il signore della guerra della Manciuria Zhang Zuolin offrirono assistenza, concordando sulla necessità di contenere l'ERN, sebbene chiedessero il pagamento in cambio del loro aiuto. Mentre l'offensiva dell'ERN si faceva strada attraverso il Fujian, il 24 novembre 60 000 soldati dello Shandong arrivarono nella provincia di Anhui controllata da Sun. Questi vennero organizzati nell'Esercito di Pacificazione Nazionale (EPN) il 1º dicembre. Zhang Zuolin assunse la posizione di comandante in capo, con Zhang Zongchang e Sun Chuanfang come vice comandanti.

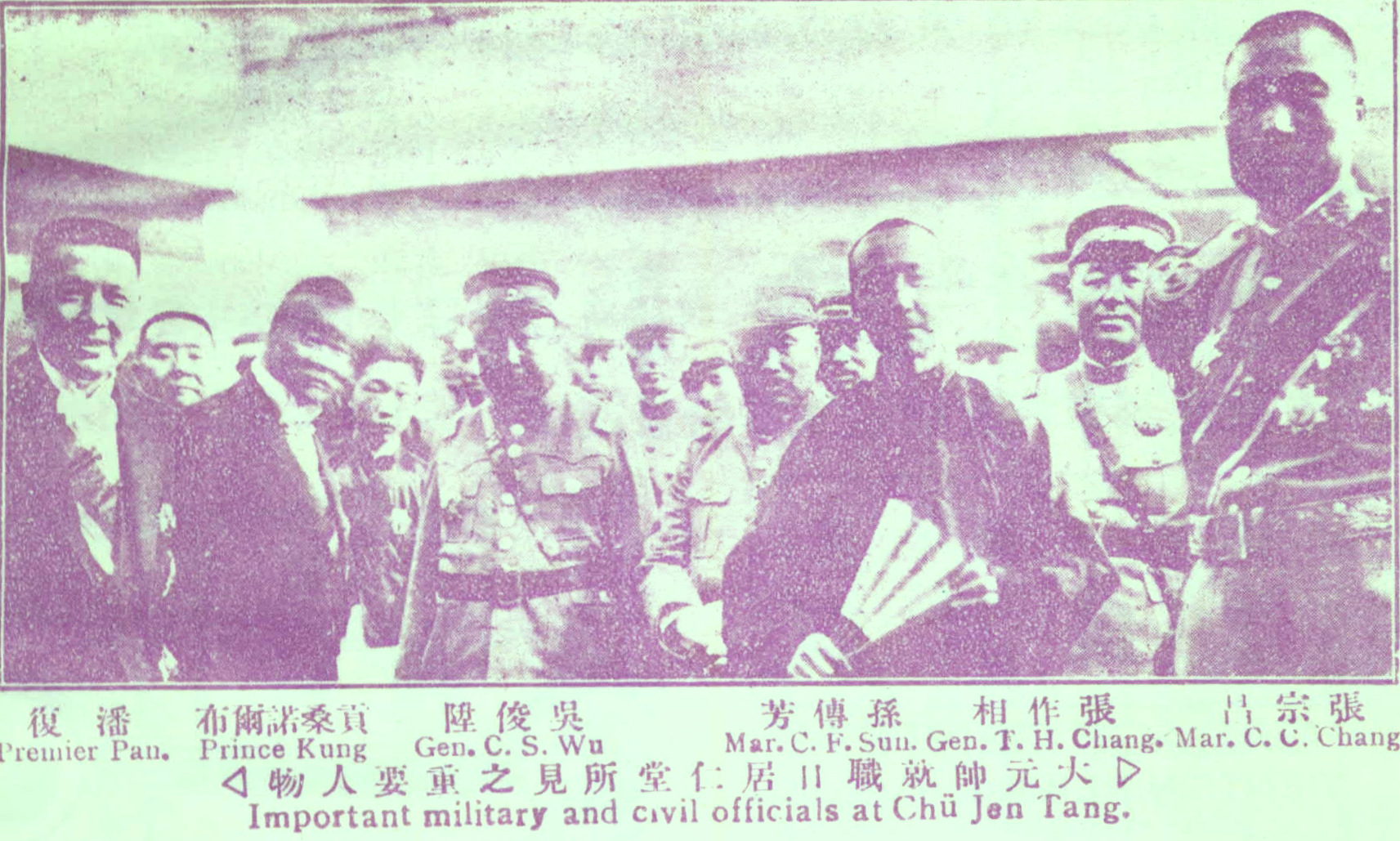
Membri del governo militare di pacificazione nazionale, da sinistra a destra: Pan Fu, Gungsangnorbu, Wu Junsheng, Sun Chuanfang, Zhang Zuoxiang e Zhang Zongchang

Questa alleanza era estremamente impopolare tra i locali nelle regioni sotto il controllo di Sun, con le truppe del nord di Zhang Zhongchang viste come invasori. Il movimento per l'autonomia dello Zhejiang continuò e l'8 dicembre si tenne a Shanghai un incontro d'influenti figure provinciali, nominalmente fedeli a Sun. Nel Fujian, molte delle truppe di Sun avevano già disertato verso l'ERN e il 9 dicembre l'armata di He Yingqin entrò a Fuzhou incontrastata. Zhou Fengqi annunciò la sua defezione verso l'ERN. Ciò diede inizio a una cascata di defezioni, che portarono alla secessione dello Zhejiang dalle "Province Unite" di Sun, dopo di che esso ottenne lo status di autonomia dal governo di Guangzhou. In risposta, Sun radunò il suo esercito al confine dello Zhejiang, con l'EPN che proteggeva le sue spalle, e caricò nello Zhejiang, riconquistando la maggior parte della provincia. Entro il 10 gennaio, la maggior parte delle forze ribelli dello Zhejiang si era ritirata a Quzhou. Per alleviare i ribelli assediati, He Yingqin spinse le sue forze con sede nel Fujian nello Zhejiang, fermando l'avanzata di Sun. Le forze ribelli e del KMT si fusero sotto il comando di Bai Chongxi, che lanciò una controffensiva il 20 gennaio. Entro il 29 gennaio, l'offensiva aveva raggiunto Lanxi e Jinhua, dove una feroce battaglia provocò una catastrofica sconfitta per le forze di Sun. A seguito di questa vittoria, l'ERN lanciò un attacco a tenaglia contro la capitale provinciale Hangzhou. Molte delle truppe settentrionali di Sun, demoralizzate dalla sconfitta, ruppero i ranghi e si diressero verso nord, saccheggiando le città e i villaggi che incontravano lungo la strada. Con le sue forze allo sbando, il 17 febbraio il comandante di Sun nell'area, Meng Chao-yueh, decise di abbandonare Hangzhou e fuggire con i suoi 20 000 soldati in treno nella provincia dello Jiangsu. Entro il 23 febbraio, lo Zhejiang era sotto il completo controllo del KMT. In sei mesi, i nazionalisti avevano esteso il loro controllo a sette province, abitate da una popolazione di circa 170 milioni di persone. Aiutati dalla defezione di numerosi signori della guerra e delle loro armate, da questo punto, l'ERN aveva rafforzato i suoi ranghi a 700 000 uomini.

### L'offensiva Shanghai-Nanchino (febbraio-aprile 1927)
Sun Chuanfang si ritirò a Nanchino all'indomani di queste battute d'arresto. La cricca del Fengtian rispose alla richiesta di aiuto di Sun rafforzando le province dello Jiangsu e dell'Anhui, aumentando al contempo il numero delle truppe nell'Henan a sostegno di Wu Peifu. Due delle principali formazioni del Fengtian, l'Esercito dello Shandong di Zhang Zongchang e l'Esercito di Zhili di Chu Yupu, attraversarono il fiume Azzurro nel febbraio 1927 per aiutare Sun a difendere Nanchino e Shanghai. Dopo la loro vittoria nello Zhejiang, Chiang Kai-shek ordinò il lancio di un'offensiva su quelle due città. L'Armata orientale con sede a Hangzhou, guidata da Bai Chongxi e He Yingqin, lanciò un attacco su due fronti a metà marzo. Le forze di Bai avanzarono verso Shanghai, mentre le forze di He si spostarono verso Changzhou, con l'obiettivo di recidere l'ancora di salvezza di Sun, la ferrovia Shanghai-Nanchino. Nel frattempo, l'Armata centrale di Cheng Qian avanzò verso Nanchino attraverso la provincia dell'Anhui, il suo percorso aperto dalla defezione delle forze di Sun lì. I resti delle forze di Sun, sostenute dall'Esercito dello Shandong, vennero costretti a ritirarsi nella Shanghai vera e propria di fronte all'esercito di Bai. Le sue forze interruppero rapidamente il collegamento ferroviario con Shanghai, mentre Sun dovette affrontare la defezione della sua marina e uno sciopero generale comunista a Shanghai. A Songjiang, appena fuori città, ebbero luogo intensi combattimenti, ma il 22 marzo le forze di Bai marciarono vittoriose verso Shanghai. L'operazione di supporto del Fengtian si era rivelata un "disastro operativo costoso" per i signori della guerra del nord, i cui eserciti avevano subito pesanti perdite, costringendoli a ritirarsi a nord attraverso il fiume Azzurro. Nel frattempo lo sciopero continuò fino al 24 marzo, quando Bai ne ordinò la fine. Si dice che il disordine generale causato dallo sciopero abbia provocato la morte di 322 persone, con 2 000 feriti, contribuendo a sentimenti di disagio del KMT con i suoi ribelli alleati comunisti.
Con Shanghai sotto il loro controllo, l'ERN rivolse la sua attenzione a Nanchino. He Yingqin avanzò da sud-est, mentre Cheng Qian proveniva da sud-ovest. Zhang Zongchang ordinò al suo Esercito dello Shandong di ritirarsi da Nanchino il 23 marzo, lasciando la città indifesa. Cheng arrivò il giorno successivo, entrando in città senza che gli fosse opposta resistenza. Quasi immediatamente dopo l'arrivo dell'ERN, nella città scoppiarono rivolte di massa contro gli stranieri, in un evento che divenne noto come l'incidente di Nanchino. Vennero inviatei forze navali britanniche e americane per evacuare i rispettivi cittadini, provocando un bombardamento navale che lasciò la città in fiamme ed almeno quaranta morti. Le forze di He arrivarono il 25 marzo e il giorno successivo Cheng e He riuscirono finalmente a porre fine alle violenze.
La fazione di Chiang Kai-shek accusò Lin Boqu di aver pianificato i disordini, considerandoli un tentativo di rivoltare l'opinione internazionale contro il KMT. Lin, un membro sia del PCC che del KMT, aveva prestato servizio come commissario politico della 6ª Armata, parte delle forze di Cheng Qian. Chiunque fosse il responsabile, l'incidente di Nanchino rappresentò il culmine delle tensioni all'interno del Primo Fronte Unito. Il governo nazionalista si era trasferito da Guangzhou alla nuova città di Wuhan, formata dalla fusione di Wuchang e di altre due città vicine. L'amministrazione di Wuhan si allontanò gradualmente da Chiang, diventando un centro di potere di sinistra sostenuto dai sovietici all'interno del KMT e limitando la sua autorità. I sindacati guidati dai comunisti organizzarono manifestazioni quasi costanti nella stessa Wuhan e in tutti i territori nominalmente controllati dal KMT, stabilendo strutture amministrative parallele nelle aree liberate dall'ERN.
Nel successo finale della prima fase della spedizione, l'ERN continuò a conquistare la capitale della provincia dell'Anhui Hefei e la città più piccola di Bengbu. Le forze dell'ERN che avevano già operato a nord dello Yangtze continuarono nella provincia settentrionale dello Jiangsu. La loro avanzata, tuttavia, venne ostacolata dal caos amministrativo seguito all'incidente di Nanchino. Le tensioni tra la sinistra a Wuhan e la destra a Nanchino sarebbero arrivate al culmine, fermando la Spedizione del Nord. Nel frattempo, all'indomani dell'offensiva Shanghai-Nanchino, l'aiuto degli eserciti del Fengtian impedì all'esercito di Sun Chuanfang di crollare completamente, e alla fine riuscirono a riorganizzarsi e a rafforzare le loro forze per la fase successiva del conflitto. Lanciando una controffensiva il 3 aprile, l'EPN era riuscito a respingere l'ERN per più di 161 chilometri (100 mi) nel fiume Azzurro entro l'11 aprile.

## Seconda fase (aprile 1927 - giugno 1928)

### Conflitti interni (aprile-agosto 1927)

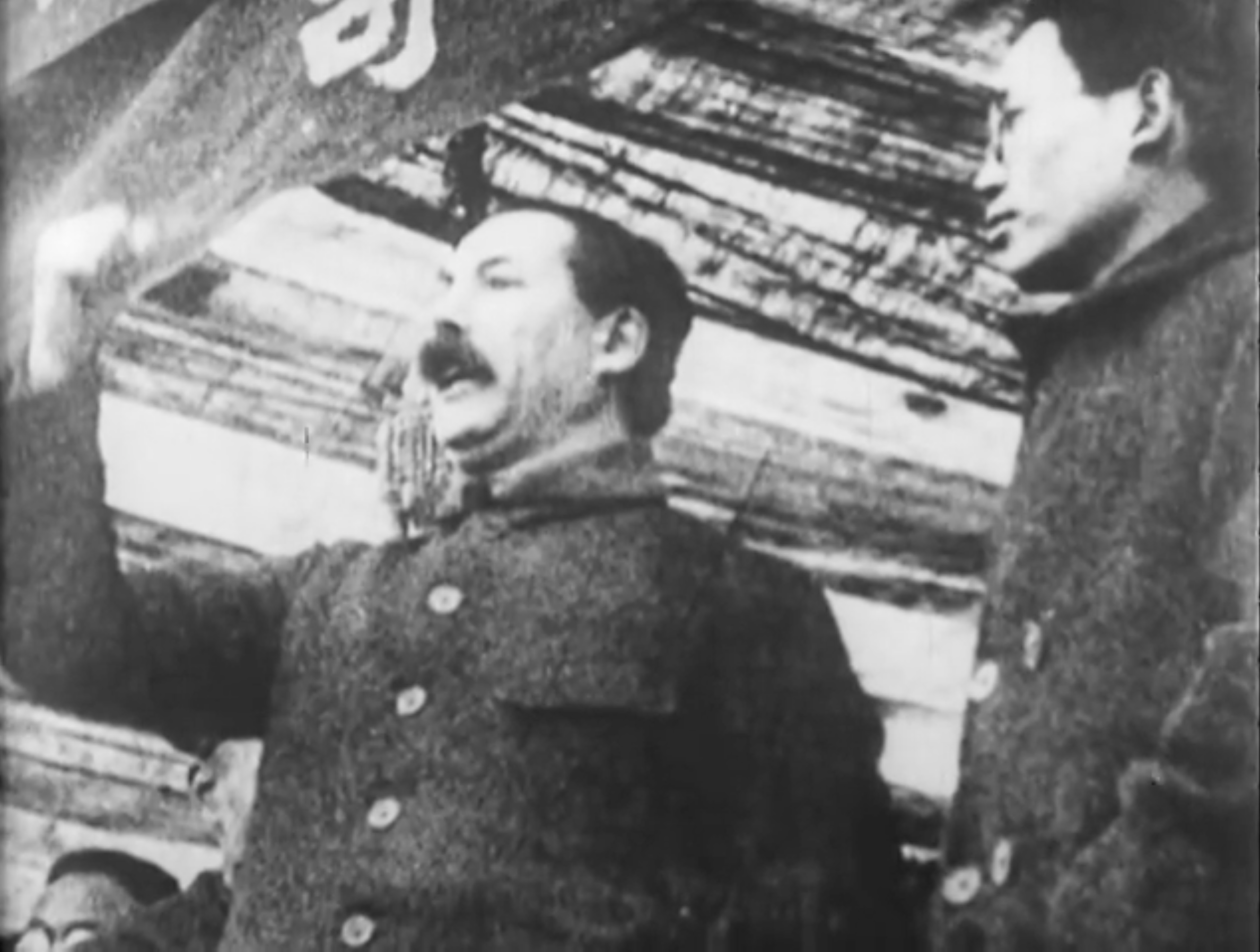
Discorso di Michail Borodin a Wuhan, 1927

Come parte del Primo Fronte Unito, molti membri del Partito Comunista Cinese si erano uniti al KMT ed esercitarono un'influenza significativa sulla sua fazione di sinistra. Michail Borodin, il collegamento ufficiale tra il KMT e il governo sovietico a Mosca, aveva passato anni a coltivare questa alleanza, incoraggiando segretamente l'espansione del PCC. Quest'ala di sinistra del KMT sostenuta dai sovietici arrivò a dominare il governo nazionalista di Wuhan, che dirigeva sempre più la sua ira contro il comandante in capo dell'ERN Chiang Kai-shek. Il 1º aprile, il governo di Wuhan, consigliato da Borodin, emise editti che privavano Chiang della sua autorità negli affari esteri, nelle questioni finanziarie e nelle comunicazioni e gli ordinò di lasciare la sua postazione di comando a Shanghai e di andare al fronte. Questi ordini nonebbero effetto, poiché Wuhan non aveva quasi alcuna autorità militare. Il governo intendeva inviare una piccola forza a Nanchino con l'obiettivo di "disarmare" Chiang, ma sospese quel piano dopo il ritorno di Wang Jingwei dall'esilio in Europa. Wang, che era tornato in Cina su sollecitazione dei membri del governo, venne accolto a Shanghai da Chiang, che gli offrì un accordo di condivisione del potere. Wang disse che avrebbe preso in considerazione l'accordo e s'imbarcò su una nave per Wuhan il 7 aprile. Arrivò lì il 10, dove venne accolto con entusiasmo dalla leadership di Wuhan. Avendo sentito da Wang dell'offerta di Chiang, il governo decise invece di rivolgere le sue forze limitate verso Pechino. Chiang, d'altra parte, si stava già preparando per un'epurazione dei comunisti a Shanghai.
Tra il 12 e il 14 aprile, centinaia di comunisti a Shanghai vennero arrestati ed uccisi per ordine di Chiang in un disordine che venne chiamato "massacro di Shanghai", ponendo fine all'alleanza tra nazionalisti e comunisti. Il conseguente Terrore Bianco devastò i comunisti e solo 10 000 su 60 000 membri del partito sopravvissero. L'epurazione venne condannata da Wang Jingwei, ora leader del governo di Wuhan, formalizzando la scissione tra la sinistra del KMT con sede a Wuhan e la destra del KMT, che successivamente stabilì il proprio governo a Nanchino. La precarietà della posizione dell'ERN a Nanchino era chiara: durante le cerimonie tenute per commemorare l'elevazione della città a capitale della Cina, l'artiglieria del signore della guerra Zhang Zongchang bombardò il lungomare della città dall'altra parte del fiume Azzurro.
Con l'area di Nanchino-Shanghai sotto costante minaccia di attacco da parte dell'EPN, nel maggio 1927 l'ERN e le forze allineate all'ERN lanciarono una serie di offensive. Feng Yuxiang e il suo ''Guominjun'' si mossero per primi, lasciando la loro base nello Shaanxi per marciare su Luoyang, nell'Henan. Il 10 maggio, la 1ª e la 6ª Armata dell'ERN attraversarono il fiume Azzurro entrando nell'Anhui e il 16 maggio Li Zongren, con sede nell'Anhui occidentale, guidò la 7ª Armata verso Hefei. Allo stesso tempo, il governo di Wuhan lanciò la propria campagna nella provincia dell'Henan guidata da Tang Shengzhi, che era stato nominato comandante in capo dell'esercito di Wuhan. Aiutato dalla defezione dei resti delle forze di Wu Peifu, Tang avanzò per combattere le forze del "Giovane Maresciallo" Zhang Xueliang, figlio ed erede politico di Zhang Zuolin, respingendole verso un fiume a Yancheng.

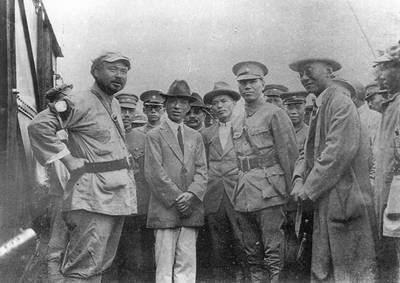
Feng Yuxiang incontra Chiang Kai-shek a Xuzhou il 19 giugno 1927

Entro il 20 maggio, Li aveva conquistato Bengbu, mentre Chiang aveva scatenato un attacco su quattro punte attraverso lo Jiangsu, verso la base del potere dei signori della guerra nello Shandong. He Yingqin guidò la 1ª Armata dell'ERN attraverso il fiume Azzurro a Zhenjiang e si mosse per conquistare Haizhou. Il 28 maggio, Li prese Suzhou, mentre il Guominjun prese Luoyang, costringendo Zhang Zongchang a ritirare le sue forze nello Shandong e Zhang Xueliang a ripiegare a nord del fiume Giallo. Dopo la ritirata di Xueliang, Feng Yuxiang si spostò a est da Luoyang a Zhengzhou. Infine, il 2 giugno, l'ERN conquistò il vitale nodo ferroviario di Xuzhou. Con entrambe le ferrovie di Longhai e Pechino-Hankou sotto il controllo dell'ERN o del Guominjun, Feng entrò in contatto diretto con i governi delle fazioni di Wuhan e di Nanchino, a cui chiese il suo aiuto. Egli incontrò Wang Jingwei e Tang Shengzhi a Zhengzhou il 10-11 giugno, quindi si recò a Xuzhou per incontrare Chiang Kai-shek il 19 giugno. Il giorno successivo, Feng annunciò che si sarebbe schierato con la fazione di Nanchino e che avrebbe eliminato i comunisti dalle aree sotto il suo controllo, paralizzando il piano del governo di Wuhan di spingersi a nord, quindi Tang tornò a Wuhan con le sue truppe. Mentre Chiang intendeva spingersi nello Shandong, venne ostacolato dall'arrivo dell'Armata del Kwantung giapponese nel corso di giugno, che era apparentemente schierata per proteggere i cittadini giapponesi a Tsingtao. In questo periodo, Wu Peifu si ritirò con le sue forze rimanenti nel Sichuan, dove annunciò il suo ritiro. Il 5 luglio, il generale dell'EPN Chen Yi-yen disertò verso l'ERN, ma non riuscì a convincere i suoi 10 000 soldati a Tsingtao a fare lo stesso.
A Wuhan, Tang Shengzhi iniziò a mobilitare le sue truppe per un attacco al governo di Nanchino. Consapevole di questa minaccia, Chiang richiamò le truppe dal confine con lo Shandong nel tentativo di bloccare Tang. A sua volta, l'EPN lanciò un attacco a Chiang all'inizio di luglio, reclamando gran parte del territorio che aveva perso. Entro il 24 luglio, l'EPN aveva ripreso Xuzhou. Di fronte alle crescenti perdite inflitte dai signori della guerra, le fazioni di Wuhan e Nanchino avviarono colloqui di riconciliazione. Il governo di Wuhan epurò i comunisti dai suoi ranghi ed espulse i consiglieri sovietici, facilitando un riavvicinamento tra le due fazioni, ma scatenò anche la rivolta di Nanchang comunista, che ne indebolì l'autorità. Nel frattempo, però, la controffensiva dell'EPN proseguì, raggiungendo Bengbu il 9 agosto e costringendo Chiang a ritirare le sue truppe a sud del fiume Azzurro. In cambio della sua collaborazione, Wang Jingwei chiese a Chiang di dimettersi dal suo incarico di comandante in capo e di rinunciare a tutti i titoli politici. Di conseguenza, Chiang si dimise dal suo incarico il 12 agosto, anche se ciò non riunificò immediatamente le fazioni di Wuhan e di Nanchino.

### Il periodo senza Chiang Kai-shiek (agosto 1927-gennaio 1928)

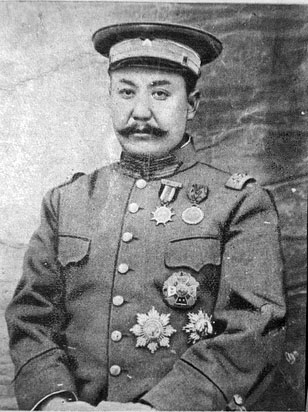
Il signore della guerra dello Shanxi Yan Xishan iniziò a combattere l'EPN nell'ottobre 1927, rafforzando la posizione militare del KMT

Mentre le due parti tentavano di riconciliare le loro differenze politiche, le forze di Sun Chuanfang continuarono a bombardare Nanchino dall'altra parte del fiume Azzurro. Percependo il continuo disordine dell'ERN, Sun si mosse per cercare di riconquistare Shanghai, contrariamente ai desideri del leader dell'EPN Zhang Zuolin. Il 25 agosto, le squadre di sbarco dell'EPN vennero inviate ad attraversare l'Azzurro a Longtan, vicino a Nanchino. La mattina presto del 26 agosto, migliaia di soldatiii di Sun attraversarono il fiume, radunandosi alla stazione di Longtan della ferrovia Shanghai-Nanchino. La 7ª Armata dell'ERN di Li Zongren riuscì ad allontanare brevemente l'EPN dalla ferrovia, ma altre migliaia di soldati di Sun, comprese le unità mercenarie bianche russe, attraversarono il fiume il giorno successivo e ripresero la stazione, interrompendo i contatti tra Nanchino e Shanghai. Il traballante ERN inviò missive a tutte le fazioni all'interno del movimento rivoluzionario, chiedendo l'unità di fronte all'avanzata delle truppe di Sun. Di conseguenza, nel tentativo di fare pressione su Sun, Feng Yuxiang e il suo Guominjun lanciarono un attacco nello Shandong il 28 agosto, mentre Wuhan inviò le sue truppe a nord, cercando di fiancheggiare Sun, e He Yingqin si avvicinò da Shanghai. Con le sue forze circondate ed impossibilitate a continuare a spostare le truppe attraverso il fiume, l'EPN venne costretto ad abbandonare la stazione ferroviaria di Longtan il 30 agosto. In un disperato tentativo di resistenza, Sun radunò i suoi 40 000 soldati rimanenti e lanciò una controffensiva il 31 agosto, solo per essere schiacciato in una dura battaglia che lasciò più di 10 000 di quei soldati sul terreno. Mentre Sun riuscì a fuggire nello Shandong, i suoi soldati sopravvissuti vennero costretti ad arrendersi all'ERN.

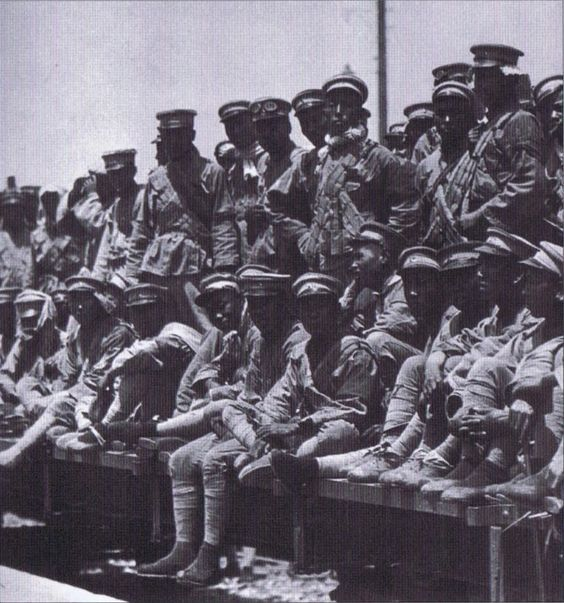
Soldati del signore della guerra di Beiyang in ritirata in treno

Con la vittoria in mano, i colloqui di riconciliazione ripresero il 7 settembre e il 15 settembre il governo di Wuhan venne sciolto, con un nuovo governo congiunto istituito a Nanchino, sotto la guida dei generali della cricca del Guangxi. Wang Jingwei si rifiutò di unirsi al nuovo governo, così come Tang Shengzi, che divenne un signore della guerra indipendente a pieno titolo, controllando Hubei, Hunan, Jiangxi e parti dell'Anhui. D'altra parte, il signore della guerra dello Shanxi Yan Xishan, fino a quel momento indipendente, allineò la sua provincia con il governo di Nanchino, aggiungendo 100 000 soldati ai ranghi dell'ERN ed aumentando la pressione su Zhang Zuolin. Nei successivi combattimenti né le forze dello Shanxi né quelle del Fengtian riuscirono a prendere il sopravvento. Le truppe di Yan resistettero con successo a un massiccio assedio a Zhuozhou, ma subirono una pesante sconfitta a Baoding il 15 ottobre. La minaccia delle forze di Tang, tuttavia, pregiudicava qualsiasi ulteriore avanzata verso nord da parte dell'ERN, e così in ottobre esso si mosse per reprimere la sua ribellione. Tang venne sconfitto all'inizio di novembre e poco dopo partì per l'esilio in Giappone. Affrontato Tang, riprese la spinta verso nord, raggiungendo Bengbu entro il 9 novembre. Continuando la loro avanzata, l'ERN e il Guominjun di Feng Yuxiang si mossero verso Xuzhou. L'EPN tentò una controffensiva il 12 dicembre, guidata da treni corazzati, ma venne rapidamente respinta dalle forze combinate dell'ERN e del Guominjun, che presero Xuzhou il 16 dicembre. L'EPN si ritirò ancora una volta nello Shandong.
Nel frattempo, a Guangzhou, l'11 dicembre scoppiò una rivolta comunista. La violenta ribellione venne rapidamente repressa e il 13 dicembre Chiang Kai-shek chiese la fine di tutte le restanti relazioni con l'Unione Sovietica. Il governo di Nanchino acconsentì ed espresse anche i suoi sospetti sulla fedeltà di Wang Jingwei, che aveva sede a Guangzhou dopo la fine del governo di Wuhan. Wang partì per l'esilio in Francia il 17 dicembre, aprendo la strada al ritorno di Chiang come comandante in capo. Con il successo militare dei soldati di Whampoa di Chiang, le varie fazioni del KMT decisero di riconoscere la legittimità della leadership di Chiang. Di conseguenza, Chiang venne ufficialmente invitato a riprendere il comando dell'ERN il 1º gennaio 1928.

### L'incidente di Jinan (gennaio-maggio 1928)
Con il gelido inverno della Cina settentrionale che vietava ogni ulteriore avanzata, Chiang utilizzò i mesi successivi alla sua riconferma per consolidare il suo controllo e ripristinare l'integrità dell'amministrazione di Nanchino. Il 18 febbraio, a Chiang venne concesso il titolo di "Comandante in capo delle forze di spedizione del nord", mentre He Yingqin venne nominato capo di stato maggiore dell'ERN. L'ERN venne riorganizzato in quattro "armate collettive". La 1ª Armata collettiva era composta in gran parte dalle forze originali dell'ERN di Guangzhou, ora con sede nell'area di Nanchino-Shanghai. La 2ª Armata Collettiva era composta dal Guominjun di Feng, la 3ª delle forze dello Shanxi di Yan e la 4ª Armata dalla cricca del Guangxi di Li Zongren. A questo punto, l'ERN era composta da un milione di soldati, la maggior parte dei quali faceva parte di armate di ex signori della guerra. Preparandosi per una ripresa della spedizione a marzo, Chiang ordinò al suo ministero degli Esteri di negoziare con i giapponesi, al fine di cercare di impedire il loro ulteriore intervento nello Shandong.
Entro il 1º aprile, la 2ª Armata Collettiva dell'ERN di Feng (Guominjun) e la 3ª Armata Collettiva dell'ERN di Yan avevano iniziato a combattere l'EPN sul confine tra Henan e Shandong e lungo la ferrovia Pechino-Suiyuan. La ripresa della Spedizione del Nord venne ufficialmente lanciata da Chiang Kai-shek il 7 aprile. Con la linea dell'EPN ammorbidita dagli attacchi di Feng e Yan, la 1ª Armata Collettiva dell'ERN si precipitò nello Shandong lungo la ferrovia Tientsin-Pukou, conquistando Tengzhou entro il 16 aprile. Nel frattempo, le forze di Feng avanzarono nello Shandong da ovest, conquistando Jiaxiang il 15. Sun Chuanfang decise di tentare una controffensiva su due fronti contro la 1ª e la 2ª Armata dell'ERN, riuscendo a respingere la 1ª alla ferrovia di Longhai. Il suo attacco contro la 2ª Armata fallì e, il 21, l'ERN lo aveva costretto a ritirarsi da Jining alla capitale provinciale Jinan. Secondo un resoconto americano sulla ritirata di Sun, "la grande maggioranza delle truppe in questa ritirata tolse letteralmente le suole delle scarpe, e ciò, combinato con la scarsità di cibo e la totale mancanza di riparo, lasciò la vasta orda senza alcuna idea di ulteriore resistenza". I giapponesi, nel frattempo, avendo saputo della sconfitta di Sun, iniziarono a spostare le truppe dell'Armata del Kwantung in treno da Qingdao a Jinan.
Mentre la 2ª Armata Collettiva dell'ERN avanzava a nord-est verso Jinan lungo la sponda meridionale del fiume Giallo, la 1ª Armata Collettiva deviava a est dalla ferrovia Tientsin-Pukou a Tai'an, attraversando le montagne del Taishan per attaccare Jinan da ovest tramite la ferrovia Tsingtao-Jinan. Questa strategia ebbe successo e il 29 aprile l'ERN aveva quasi circondato Jinan. L'EPN assediato si ritirò sulla riva nord del fiume Giallo, tra saccheggi e scoppi di violenza. A questo punto, c'erano già 3 000 soldati giapponesi a Jinan, a guardia dei 2 000 civili giapponesi in città. Il giorno successivo, le truppe dell'ERN entrarono a Jinan. Chiang Kai-shek arrivò il 2 maggio e tentò di negoziare un ritiro giapponese da Jinan, rilasciando garanzie di sicurezza per i civili giapponesi al comandante locale dell'Armata del Kwantung Hikosuke Fukuda. Fukuda acconsentì e le sue truppe si prepararono a partire quella notte. La mattina dopo, sul presto, scoppiò il conflitto tra le truppe cinesi e giapponesi, dando inizio a quello che venne chiamato "incidente di Jinan". Quello che era iniziato come un piccolo alterco armato si trasformò l'8 maggio in un attacco giapponese su vasta scala alla città. Nel corso dell'incidente, i giapponesi uccisero il commissario per gli affari esteri del KMT Cai Gongshi, diversi diplomatici e circa cinquemila civili cinesi.

### La marcia su Pechino (maggio-dicembre 1928)

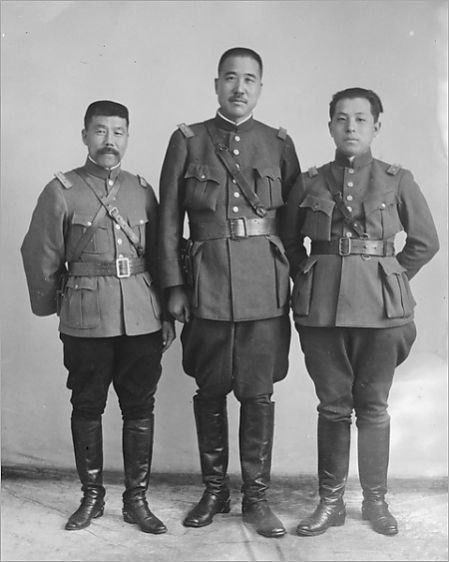
Quando Zhang Xueliang (a destra) decise di fare la pace con il governo nazionalista, i suoi ex subordinati Zhang Zongchang (al centro) e Chu Yupu (a sinistra) tentarono senza successo di rovesciarlo.

Decidendo di evitare ulteriori scontri con i giapponesi, la 1ª Armata dell'ERN continuò la sua marcia verso nord aggirando Jinan per conquistare Dezhou il 13 maggio, mentre la 2ª Armata dell'ERN si spostò a nord lungo la ferrovia Pechino-Hankou. Nel frattempo, la 3ª Armata dell'ERN di Yan Xishan procedeva verso Pechino dalla sua base nello Shanxi. La 2ª e la 3ª Armata s'incontrarono a Baoding sulla Pianura della Cina del Nord. Mentre la 2ª Armata assediava quella città, la 3ª Armata si diresse a nord verso Zhangjiakou, porta di accesso a Pechino. Il 17 maggio, tuttavia, le forze di Zhang Zuolin lanciarono una controffensiva di 200 000 uomini, costringendo la 1ª Armata a tornare indietro e la 2ª Armata a 48 chilometri (30 mi) a sud di Baoding. Man mano che i combattimenti si avvicinavano a Pechino, i giapponesi inviarono un comunicato sia all'ERN che a Zhang, avvertendo che qualsiasi combattimento in Manciuria avrebbe provocato un intervento giapponese in quella regione. Zhang, stanco della propaganda del KMT che lo collegava al massacro giapponese di Jinan, rispose che "non avrebbe riconosciuto l'interesse del Giappone per la Manciuria", compromettendo la sua posizione. Con le sue truppe demoralizzate, lo slancio della controffensiva dell'EPN svanì entro il 25 maggio e la 3ª Armata fu in grado di conquistare Zhangjiakou quel giorno ed il Passo Nankou il successivo. Con la crescente pressione sui suoi collegamenti ferroviari vitali, Zhang iniziò gradualmente a ritirare le sue truppe dalla pianura della Cina del Nord il 30 maggio. Di fronte all'assalto dell'ERN e sotto la pressione dei giapponesi, Zhang decise di evacuare in treno in Manciuria, partendo con il suo stato maggiore il 3 giugno. La mattina presto, una bomba piazzata dall'Armata del Kwantung giapponese esplose sotto il treno, uccidendo Zhang nel cosiddetto "incidente di Huanggutun". Le sue forze rimanenti, ancora più demoralizzate, si accartocciarono sotto la pressione dell'avanzata dell'ERN. Sun Chuanfang sferrò il colpo finale all'EPN quando ritirò le sue truppe dalla linea difensiva e fuggì a Dairen, controllata dai giapponesi, il 4 giugno. Il 6 giugno, la 3ª Armata Collettiva dell'ERN marciò su Pechino, ponendo fine al governo Beiyang. Le altre armate dell'ERN sarebbero arrivate nell'area di Pechino nei giorni successivi. Il subordinato di Zhang Zongchang, Xu Yuanquan, consegnò successivamente Tientsin alla 1ª Armata Collettiva dell'ERN l'11 giugno.
Zhang Xueliang succedette a Zhang Zuolin come leader della cricca del Fengtian e decise di porre fine alla guerra e di cooperare con i nazionalisti. L'Esercito Shandong-Zhili guidato da Zhang Zongchang e Chu Yupu si rifiutò di arrendersi e, nonostante le sconfitte subite, contava ancora circa 60 000-70 000 soldati, oltre ad almeno tre treni corazzati presidiati da mercenari bianchi russi sotto il generale Konstantin Nechaev. Poiché Zhang Xueliang si era schierato con i nazionalisti, Zhang Zongchang dichiarò guerra alla cricca del Fengtian. Supportato dal Giappone, l'Esercito Shandong-Zhili si trasferì dalla sua base a Tangshan il 2 agosto, attraversò il fiume Luan e invase la Manciuria. Dopo sei giorni di combattimento, tuttavia, l'esercito del signore della guerra ribelle venne intrappolato dalle forze allineate del KMT e di Zhang Xueliang; molti dei soldati di Zhang Zongchang (compresi i mercenari russi bianchi) defezionarono o disertarono e coloro che si rifiutarono di arrendersi vennero uccisi. Zhang Xueliang dichiarò ufficialmente la sua fedeltà al governo nazionalista di Nanchino il 29 dicembre 1928, segnando la fine formale della spedizione del Nord e la riunificazione della Cina.

## Conseguenze

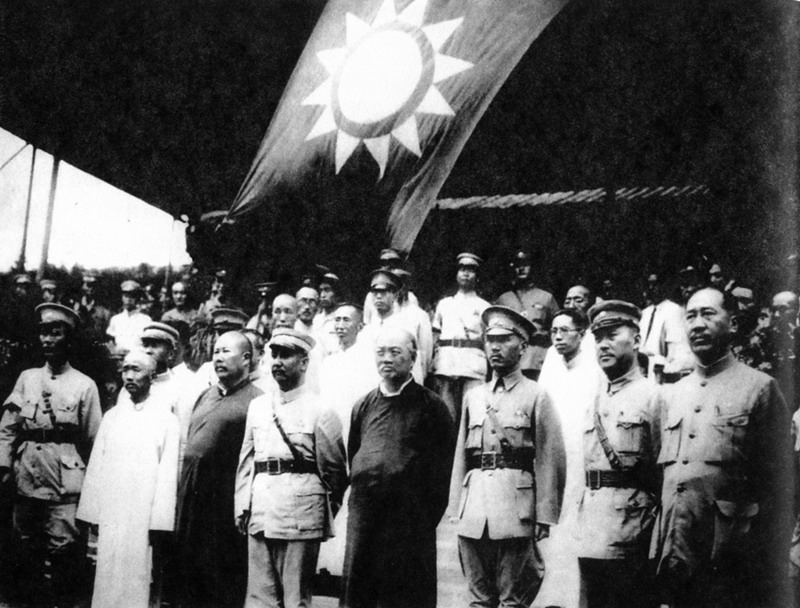
I capi della spedizione del Nord si riuniscono il 6 luglio 1928 presso il mausoleo di Sun Yat-sen nel Tempio delle Nuvole Azzurre, Pechino, per commemorare il completamento della loro missione.

Dopo la cattura di Pechino, Chiang e la sua amministrazione si mossero rapidamente per riorganizzare il governo in tempo di pace. A luglio, lui ed i leader delle quattro armate collettive s'incontrarono a Pechino per discutere la smobilitazione e il disarmo dei circa 2,2 milioni di soldati che erano entrati a far parte dell'ERN. Chiang desiderava dimezzare le dimensioni dell'esercito, in modo da liberare denaro del governo per lo sviluppo interno. La mancanza di unità nella nuova amministrazione divenne subito evidente e il 14 luglio Feng Yuxiang lasciò Pechino. Dall'8 al 14 agosto si tenne a Nanchino un'assemblea generale del KMT. In questo incontro, a cui parteciparono anche Feng e Yan Xishan, non membri del KMT, l'argomento principale della discussione fu quello della centralizzazione. Chiang desiderava prendere il potere che era stato eseguito attraverso varie entità provinciali e concentrarlo nel governo centrale, nel tentativo di limitare le tendenze provincialiste del periodo dei signori della guerra. Il ministro delle Finanze T. V. Soong chiese che tutte le entrate fossero centralizzate nella tesoreria nazionale. Alla fine, però, si riconobbe che una vera centralizzazione sarebbe potuta avvenire solo se i vari comandanti, gli ex signori della guerra, avessero ceduto il loro potere finanziario e militare al governo nazionale. Sebbene questi principi fossero nominalmente accettati dai membri del KMT, il loro esercizio nella pratica era tutt'altro che assicurato.
Il nuovo governo di Nanchino in tempo di pace venne varato il 10 ottobre 1928, diciassettesimo anniversario dell'inizio della Rivoluzione Xinhai, con Chiang a capo. Il Paese, tuttavia, rimase de facto diviso in cinque regni controllati da capi militari. La fazione di Nanchino controllava l'area intorno a Nanchino e Shanghai, mentre la cricca del Guangxi controllava l'Hubei, l'Hunan ed il Guangxi. Il Guominjun di Feng Yuxiang continuò a controllare lo Shaanxi, l'Henan e parti dello Shantung e dello Zhili, mentre Yan Xishan controllava lo Shanxi, Pechino e l'area intorno a Tientsin. Zhang Xueliang continuò a controllare la Manciuria come stato quasi indipendente, e i signori della guerra locali nel Sichuan, nello Yunnan e nel Guizhou rimasero com'erano prima della Spedizione del Nord.
Il signore della guerra sconfitto Zhang Zongchang sarebbe tornato nel suo ex territorio dello Shandong nel 1929, dove lanciò una ribellione contro il suo ex subordinato Liu Zhennian, che aveva disertato a favore del nazionalisti durante la Spedizione del Nord. Sebbene la ribellione venne repressa rapidamente, dimostrò la traballante presa del governo di Nanchino sul vasto territorio cinese. Mentre Chiang tentava di ridurre i militari e centralizzare il potere del governo nazionalista a Nanchino, i signori della guerra regionali, con le loro forze militari in gran parte intatte, iniziarono a rinunciare alla loro fedeltà a Chiang e formare un'alleanza contro il KMT. Questa lotta per la supremazia sfociò in un conflitto armato nella guerra delle Pianure centrali del 1929-1930. Sebbene Chiang alla fine fosse vittorioso in quella guerra che gli assicurò lo status di leader unico di tutta la Cina, il regionalismo e il signoraggio della guerra sarebbero continuati, indebolendo il paese e gettando le basi per la seconda guerra sino-giapponese e per la guerra civile cinese.

### In Unione Sovietica
La spedizione del Nord in Cina divenne un punto di contesa sulla politica estera tra Iosif Stalin e Lev Trockij in Unione Sovietica. Stalin incoraggiò il Partito Comunista Cinese a cooperare con il Kuomintang in diverse occasioni poiché riteneva che il Kuomintang fosse il più capace di completare la rivoluzione cinese. Trockij era contrario al Kuomintang poiché credeva che il partito fosse contrario al concetto di rivoluzione proletaria. Il Comintern era a favore della decisione di Stalin di sostenere finanziariamente il Kuomintang. Stalin, che nella sua strategia cinese proibì l'armamento di operai e contadini ed incoraggiò la cooperazione con la borghesia, venne considerato vulnerabile all'indomani del fallimento del primo Fronte Unito. Questo fallimento cristallizzò il suo allontanamento dalla rivoluzione internazionale e verso il "socialismo in un solo Paese". Stalin non si sarebbe mai più fidato del Partito Comunista Cinese, che in seguito chiamerà "comunisti di margarina" che avevano deviato dall'ortodossia marxista nella loro spinta verso la base contadina (riforma agraria), piuttosto che una rivoluzione basata sui lavoratori.